# Mecanoreceptor
Un mecanoreceptor és un receptor sensorial que respon a la pressió o distorsió mecànica. N'hi ha quatre tipus principals a la pell calba: corpuscles de Pacini, corpuscles de Meissner, corpuscles de Merkel i corpuscles de Ruffini. També hi ha mecanoreceptors a la pell amb pèl, i les cèl·lules capil·lars de la còclea són els mecanoreceptors més sensitius, i transformes ones de pressió de l'aire en so. Estan situats a la pell.